# Amerigo Marino
Pour les articles homonymes, voir Marino.
Amerigo Marino est un chef d'orchestre américain né le 5 février 1925 à Chicago et mort le 26 avril 1988 à Nashville.

## Biographie
Amerigo Marino naît le 5 février 1925 à Chicago.
Il étudie le violon au conservatoire de sa ville natale et la direction d'orchestre avec Nicolai Malko, George Szell, Max Rudolf et Alfred Wallenstein.
Comme interprète, il est violoniste au Los Angeles Philharmonic et au Hollywood Bowl Orchestra et travaille comme compositeur et chef d'orchestre pour le réseau de télévision et de radio CBS.
Comme chef d'orchestre, Amerigo Marino dirige l'Orchestre de Glendale (Californie) puis est directeur musical de l'Orchestre symphonique de Birmingham (aujourd'hui Alabama Symphony Orchestra (en)) entre 1964 et 1984. Il est ensuite chef associé de l'Orchestre symphonique de Nashville (en) de 1985 à 1988,.
Amerigo Marino meurt le 29 avril 1946 à Nashville (Tennessee).